# Fomepizolo
Il fomepizolo, o 4-metilpirazolo, è un farmaco inibitore dell'alcol deidrogenasi, enzima deputato alla sintesi di acetaldeide nel corso del metabolismo dell'etanolo. La funzione di questo farmaco è impedire la formazione di metaboliti tossici in corso di avvelenamento da metanolo e glicole etilenico e di impedire la formazione di acetaldeide in corso di sindrome coprinica.

## Utilizzo in medicina
Il metanolo, una volta nell'organismo, viene metabolizzato dagli enzimi che metabolizzano l'etanolo in una serie di passaggi fino alla formazione di acido formico, sostanza fortemente tossica che comporta deplezione dei citocromi, tossicità per la retina ed acidosi metabolica. 
Il glicole etilenico, similmente, viene metabolizzato fino alla formazione di acido ossalico, sostanza che causa nefrite in seguito a precipitazione nei tubuli renali. 
In corso di sindrome coprinica la coprina, metabolizzata nel proprio metabolita attivo, inibisce l'acetaldeide deidrogenasi causando accumulo di acetaldeide. In concomitanza di assunzione di etanolo, la via metabolica viene sovraccaricata di acetaldeide che causa marcata ipotensione, fino al collasso, eritema al volto, cefalea, vampate di calore, tachicardia. Il fine della somministrazione di fomepizolo è limitare la formazione di acetaldeide inibendo l'alcol deidrogenasi, quindi limitare i sintomi.